# Comuna Novotroiițke, Orihiv
Novotroiițke (în ucraineană Новотроїцьке) este o comună în raionul Orihiv, regiunea Zaporijjea, Ucraina, formată din satele Blakîtne, Jovta Krucea, Novorozivka, Novotroiițke (reședința), Slavne și Vesele.

## Demografie
Componența lingvistică a comunei Novotroiițke
     Ucraineană (94,2%)
     Rusă (5,37%)
Conform recensământului din 2001, majoritatea populației comunei Novotroiițke era vorbitoare de ucraineană (94,2%), existând în minoritate și vorbitori de rusă (5,37%).